# Echinopsis thelegonoides
Echinopsis thelegonoides là một loài thực vật có hoa trong họ Cactaceae. Loài này được (Speg.) Friedrich & G.D.Rowley mô tả khoa học đầu tiên năm 1974.

## Hình ảnh

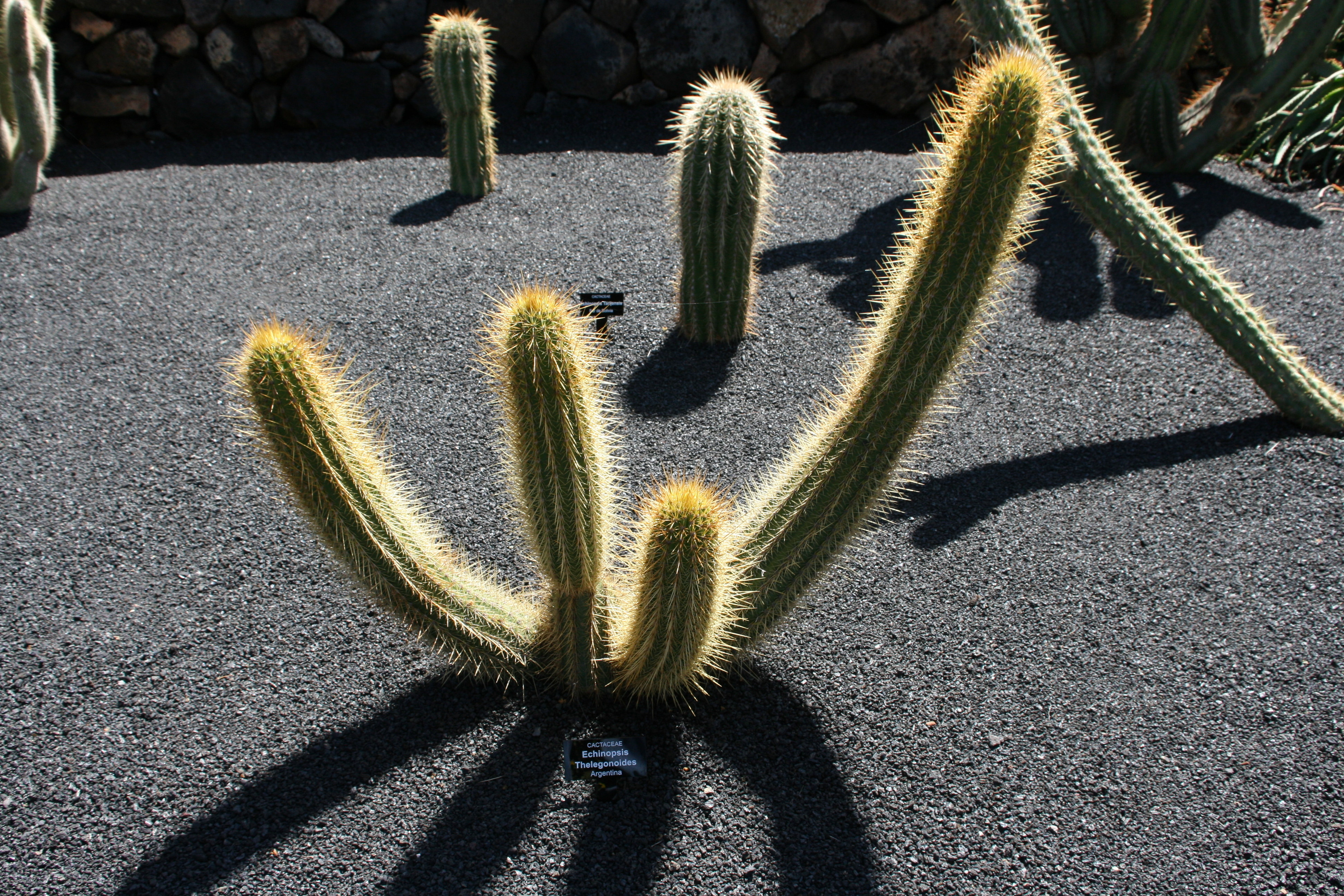